# 캐스린 피오르
캐스린 피오르(Kathryn Fiore, 1979년 8월 13일 ~ )는 미국의 배우, 텔레비전 배우, 성우, 영화배우이다.
뉴욕에서 태어났다.

## 영화
- 섹스코치 (2014년)
- 30 나이츠 오브 파라노말 액티비티 (2013년) - 다나 갈렌 역
- 글로리 데이즈(영어판) (2010년) - 제니 역
- 손도끼 2 (2010년)
- 인 마이 슬립 (2009년)
- 네서서리 이블 (2008년)
- 섹시한 미녀는 괴로워 (2008년) - 제인 역
- 게임 플랜 (2007년)
- 르노 911! - 마이애미 (2007년)
- 미션 임파서블 3 (2006년)
- 톰과 제리: 화성에 가다 (2005년)
- 르노 911! (2003년)
- 에이리언 대학살 (2001년)